# Osvaldo Bianco
Osvaldo Bianco (Avellaneda, Argentina), fue un futbolista, entrenador y árbitro argentino. Se desempeñaba como delantero. Desarrolló su carrera en clubes de Argentina, Colombia y Perú.

## Trayectoria
Nació en Avellaneda, Argentina y es hermano de Gualberto Bianco. Se inició en el club de Avellaneda Independiente, debutando en 1943. En 1948 sale campeón frente a la pelea por el título a River Plate y así obtuvo su quinto título (tercero en el profesionalismo), consagrándose una fecha antes de la finalización del certamen las figuras del plantel eran Camilo Cervino, Juan Manuel Romay, Vicente de la Mata entre otros. En 1950 se va del el rojo para fichar por el Tigre estando un año, luego viajaria a Colombia para ser contratado por Club Deportivo Manizales en 1952. Llega a  Universitario en 1954 teniendo buen rendimiento ese año, luego en 1955 llegan a la final frente Alianza Lima por 2 a 1 en contra logrando el subcampeonato el plantel estaban Alberto Terry, Dimas Zegarra, Jacinto Villalba, Segundo Guevara conformando un buen equipo. En el año 1956 se retira en Universitario así terminando una gran trayectoria.

## Clubes
| Club                     | País      | Año       |
| ------------------------ | --------- | --------- |
| Independiente            | Argentina | 1943-1949 |
| Tigre                    | Argentina | 1950-1951 |
| Club Deportivo Manizales | Colombia  | 1952      |
| Universitario            | Perú      | 1954-1956 |

## Palmarés
| Título           | Club          | País      | Año  |
| ---------------- | ------------- | --------- | ---- |
| Primera División | Independiente | Argentina | 1948 |